# Brigitte Scheele
Brigitte Scheele (* 15. Juli 1942 in Hildesheim) ist eine deutsche Psychologin mit Schwerpunkten in Kognitions- und Emotionspsychologie, in qualitativer Methodik sowie (sprachpsychologischer) Gender-Forschung.

## Werdegang
Brigitte Scheele absolvierte zunächst eine Ausbildung in Krankengymnastik und war von 1967 bis 1970 an der Universitätsklinik Münster (Neurologie und Psychiatrie) angestellt (zuletzt als leitende Krankengymnastin). Es folgte ein Studium der Psychologie, Kunstgeschichte und Sprachwissenschaft in Münster und Heidelberg mit Abschluss als Diplom-Psychologin 1975 an der Universität Heidelberg, dort erfolgte auch 1980 die Promotion und 1990 die Habilitation in Psychologie. Von 1979 bis war sie als wissenschaftliche Angestellte tätig. Nach ihrer Umhabilitation 1995 an der Philosophischen Fakultät der Universität zu Köln lehrte sie dort von 1997 bis zum Eintritt in den Ruhestand im Jahr 2007 als außerplanmäßige Professorin am Psychologischen Institut.

## Forschungsschwerpunkte
Scheeles Schwerpunkte in Lehre und Forschung liegen unter anderem in den Gebieten der Allgemeinen Psychologie, Sozialpsychologie, Genderpsychologie, Methodenlehre, Sprach-, Denk-, Emotions- und Motivationspsychologie.
Zusammen mit Norbert Groeben konzipierte Scheele das Forschungsprogramm ‚Subjektive Theorien‘ und dabei vor allem die qualitative Methodik der kommunikativen Validierung. Von diesem kognitionspsychologischen Programm ausgehend, hat sie auch ein auf Reflexion ausgerichtetes Emotionsmodell ausgearbeitet, das eine moderne Rekonstruktion des Psychologie-Konzepts mit umfasst. Ihre sprachpsychologischen Arbeiten thematisieren neben „uneigentlichem“ Sprechen (Ironie etc.) besonders die Probleme Gender-gerechter Sprache.

## Publikationen (Auswahl)
- Selbstkontrolle als kognitive Interventionsstrategie. Manifestationen und Konsequenzen eines Forschungsprogrammwechsels. Zugl. Dissertation. edition psychologie, Weinheim 1981, ISBN 3-527-16003-5.
- mit Norbert Groeben: Dialog-Konsens-Methoden zur Rekonstruktion Subjektiver Theorien. Francke, Tübingen 1988, ISBN 3-7720-1769-X.
- mit Norbert Groeben, Diethelm Wahl, Jörg Schlee: Das Forschungsprogramm Subjektive Theorien. Eine Einführung in die Psychologie des reflexiven Subjekts. Francke, Tübingen 1988, ISBN 3-7720-1821-1.
- Emotionen als bedürfnisrelevante Bewertungszustände. Grundriß einer epistemologischen Emotionstheorie. Francke, Tübingen 1990, ISBN 3-7720-1921-8.
- als Hrsg.: Struktur-Lege-Verfahren als Dialog-Konsens-Methodik. Ein Zwischenfazit zur Forschungsentwicklung bei der rekonstruktiven Erhebung subjektiver Theorien. Aschendorff, Münster 1992, ISBN 3-402-04594-X.
- mit Eva Gauler: Wählen Wissenschaftler ihre Probleme anders aus als WissenschaftlerInnen? Das Genus-Sexus-Problem als paradigmatischer Fall der linguistischen Relativitätsthese. In: Sprache & Kognition 12/2, 1993.
- Emotion – Reflexion – Rationalität. Grundpostulate einer epistemologischen Emotionstheorie. In: Ethik und Sozialwissenschaften 7, 2/3, 1996.
- ‘Weibliches’ Mitleiden und ‘männliches’ Aktiv-Werden: Das Entwicklungsziel ‘Zivilcourage’. In: Gerd Meyer et al. (Hrsg.): Zivilcourage lernen. Institut für Friedenspädagogik, Tübingen 2004, ISBN 3-932444-13-2. S. 86–96.
- mit Norbert Groeben: Das Forschungsprogramm Subjektive Theorien. In: Günter Mey, Katja Mruck (Hrsg.): Handbuch Qualitative Forschung in der Psychologie. VS Verlag, Wiesbaden 2010,  ISBN 978-3-531-16726-8, S. 151–166.
- mit Norbert Groeben: Dialog-Konsens-Methoden. In Günter Mey, Katja Mruck (Hrsg.): Handbuch Qualitative Forschung in der Psychologie. VS Verlag, Wiesbaden 2010, 2. erw. und überarb. Aufl. 2020, ISBN 978-3-658-26886-2, S. 337–357.